# Tenuiphantes cracens
Tenuiphantes cracens är en spindelart som först beskrevs av Zorsch 1937.  Tenuiphantes cracens ingår i släktet Tenuiphantes och familjen täckvävarspindlar. Inga underarter finns listade i Catalogue of Life.